# Stazione di Cracovia Centrale
La stazione di Cracovia Centrale (in polacco Kraków Główny), è la stazione ferroviaria principale della città di Cracovia, in Polonia.
La stazione ferroviaria era situata in un edificio storico, costruito tra il 1844 e il 1847 da Rosenbaum, che era parallelo ai binari. Il progetto è stato scelto per consentire un futuro ampliamento delle linee ferroviarie. La stazione era inizialmente un capolinea della linea ferroviaria Cracovia – Ferrovia dell'Alta Slesia (Kolej Krakowsko-Górnośląska, in tedesco Oberschlesische-Krakauer Eisenbahn). I treni entravano nel capannone ferroviario della stazione passando attraverso un arco di mattoni posizionato all'estremità settentrionale della stazione, che nel 1871 venne quasi raddoppiato di dimensione. Nel 2014 è stato inaugurato un nuovo edificio.
Nel 2023, la stazione ha servito 23,4 milioni di passeggeri, diventando la terza stazione ferroviaria più trafficata della nazione dopo le stazioni di Wrocław Główny e Poznań Główny.

## Storia e primi collegamenti

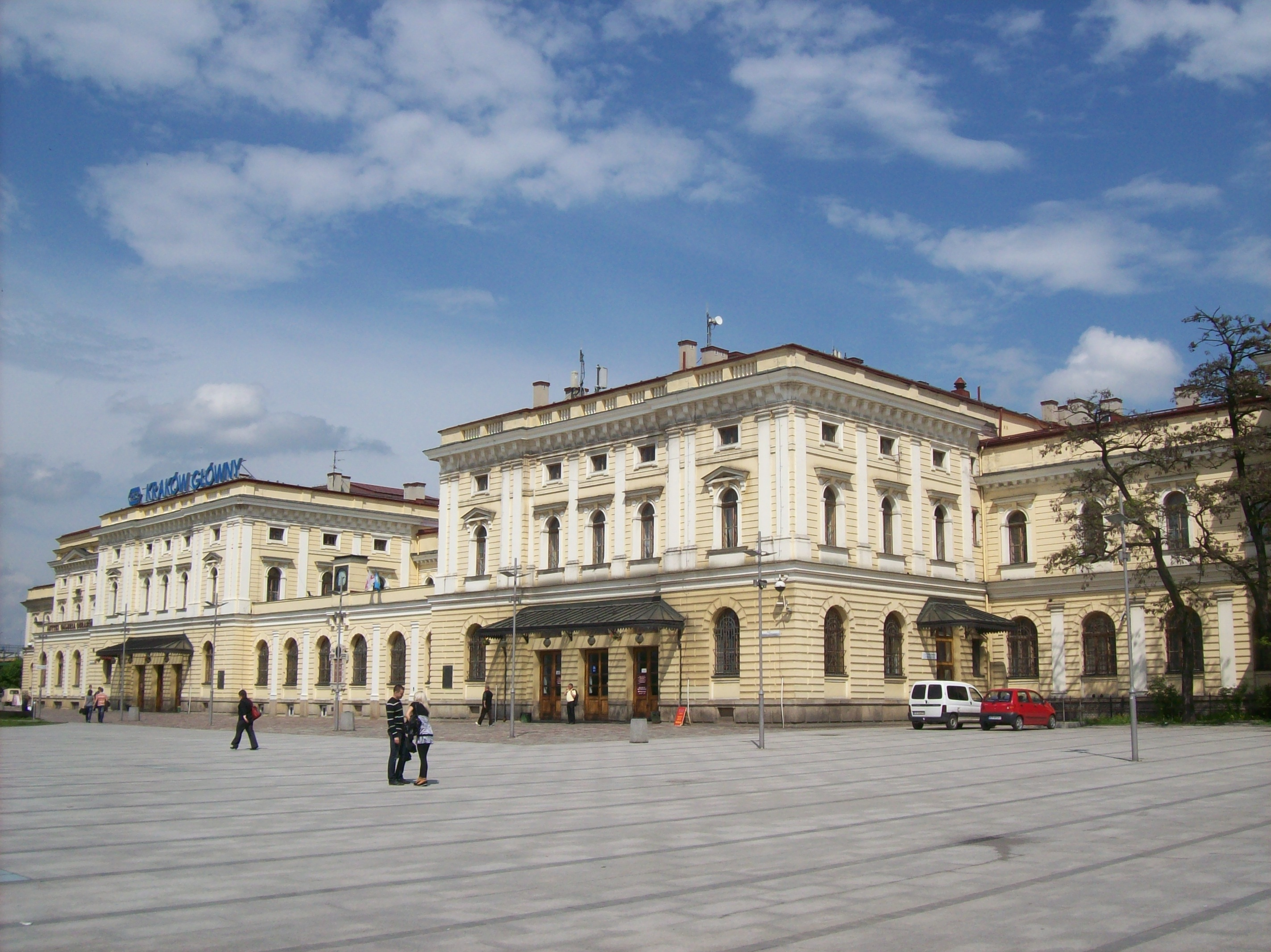
Il vecchio edificio della stazione, oggi ospita il Lego.

La stazione fu inaugurata il 13 ottobre 1847, con il primo treno che partì per Mysłowice (il punto in cui gli imperi austriaco, tedesco e russo si congiungevano durante l'epoca delle spartizioni della Polonia).
La linea ferroviaria venne estesa verso est nel 1856, quando fu inaugurato il primo tratto fino a Dębica (allora Dembitz nell'Impero asburgico ) della futura ferrovia galiziana dell'arciduca Carlo Ludovico, che collegava Cracovia con Leopoli (allora Leopoli) in Galizia . L'aumento del traffico determinò la modernizzazione e l'ampliamento della stazione in più fasi tra il 1869 e il 1894. La successiva espansione sostanziale ebbe luogo negli anni '30 nella rinata Repubblica Polacca . In quell'occasione vennero demoliti il muro di mattoni a nord e la pensilina dei treni, quest'ultima sostituita da pensiline individuali.

## Espansione sotterranea e riqualificazione
Un nuovo centro commerciale urbano, Galeria Krakowska (letteralmente Centro commerciale di Cracovia), venne inaugurato nel settembre 2006, con un parcheggio adiacente per 1.400 auto. La costruzione di Galeria Krakowska e la ristrutturazione dell'area antistante l'edificio principale della stazione fecero sì che i taxi non potessero più raggiungere la stazione o prelevare i passeggeri direttamente dall'ingresso principale; tuttavia, il parcheggio sopraelevato gratuito e il prelievo dei passeggeri proprio nell'aera sopra i binari sono ora più vicini alle piattaforme e accessibili tramite un comodo ascensore.
La stazione è stata sottoposta a lavori di ristrutturazione costati diversi milioni di złoty per migliorare l'esperienza dei passeggeri.
È stato sviluppato un nuovo transport hub. Ciò include una stazione degli autobus a est e una linea di tram express sotto la stazione, inaugurata nel dicembre 2008.
Nel febbraio 2014 è stata aperta una nuova biglietteria sotterranea, con sale d'attesa e altri servizi per i viaggiatori. Quest'ultima si trova a nord del precedente sottopassaggio della piattaforma ed è collegato alle altre piattaforme tramite scale mobili. Fornisce inoltre due nuove uscite/ingressi diretti al complesso della stazione, uno dal livello inferiore della Galeria Krakowska e un altro dalla stazione degli autobus situata a est della stazione ferroviaria. Anche l'attuale sottopassaggio della banchina è stato ristrutturato. Nell'ambito di questo ingente investimento sono stati sostituiti tutti i marciapiedi e i binari.

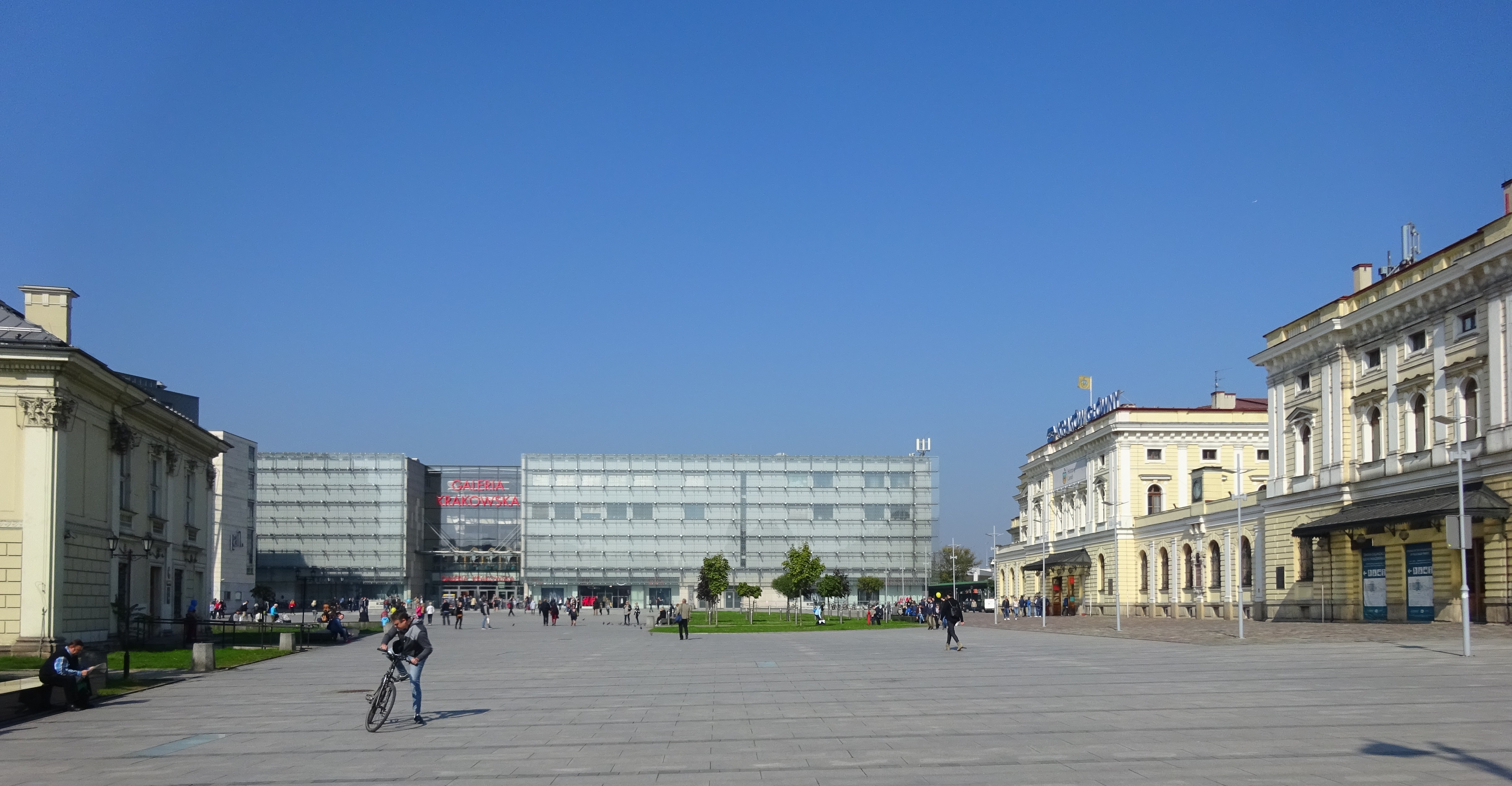
Viale che porta all'ingresso principale della stazione
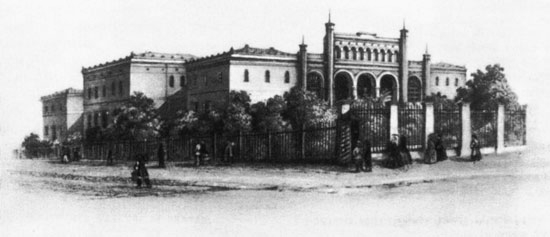
Aspetto originale dell'edificio della stazione negli anni '50 dell'Ottocento
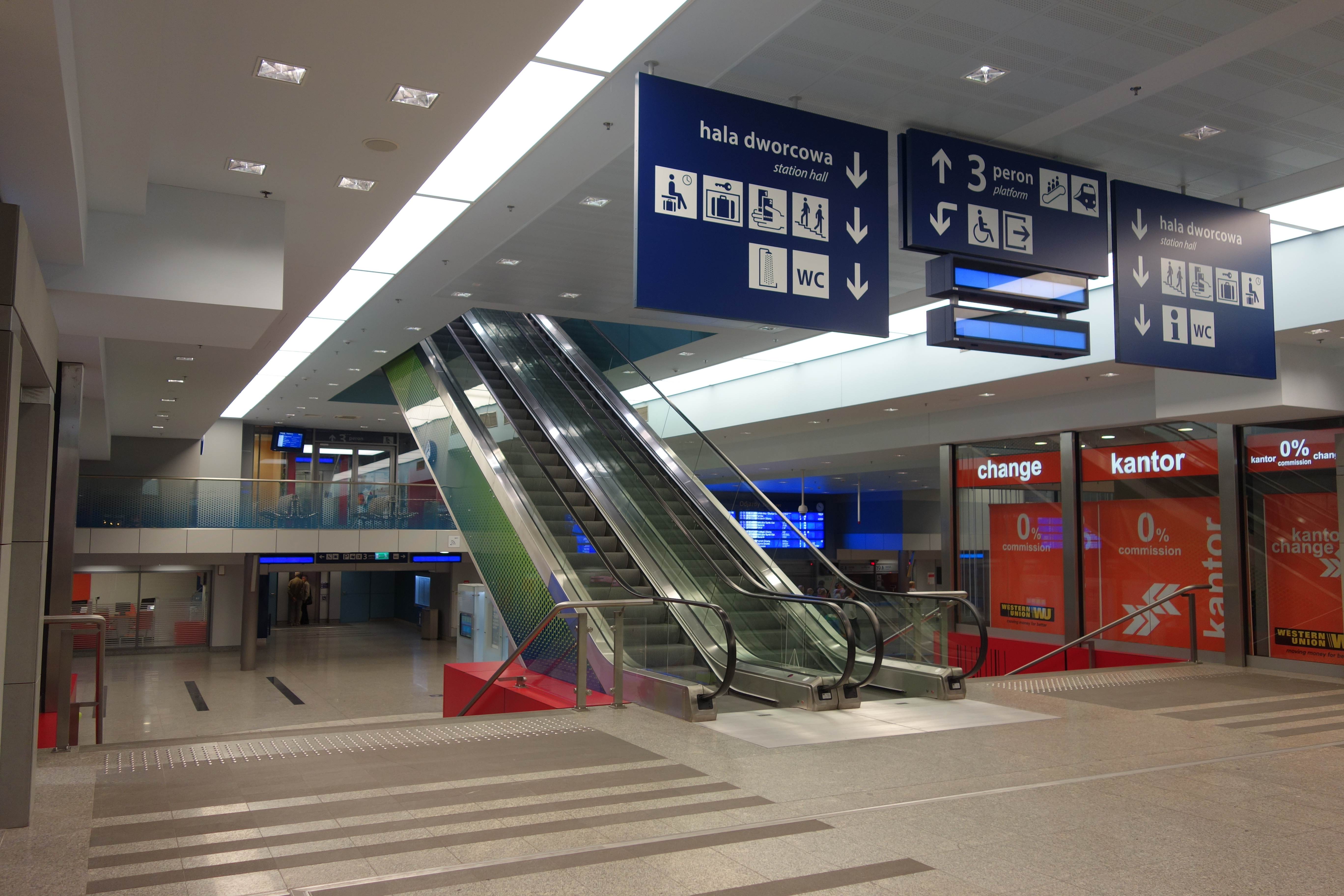
Interno della stazione ferroviaria
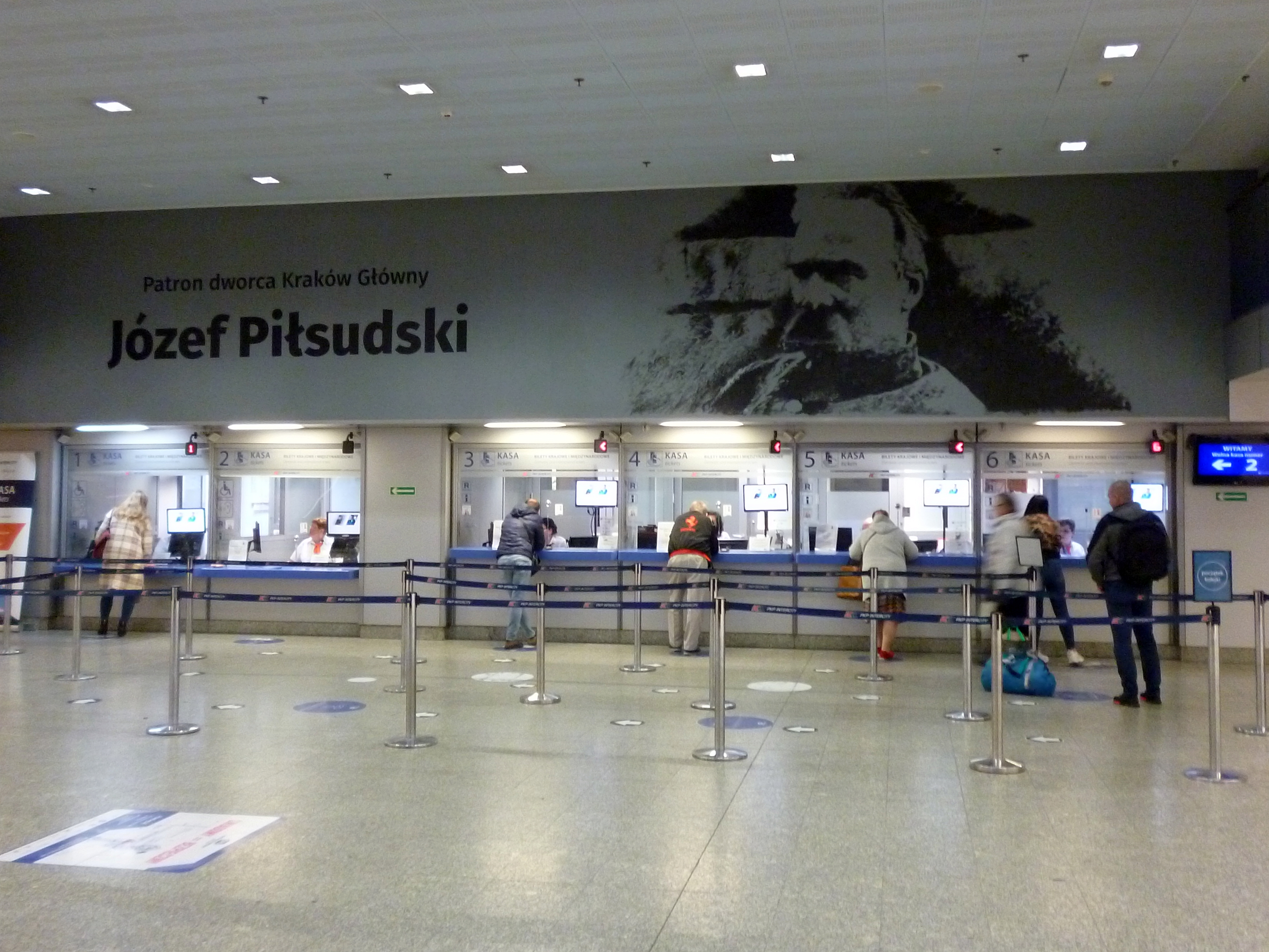
Biglietteria
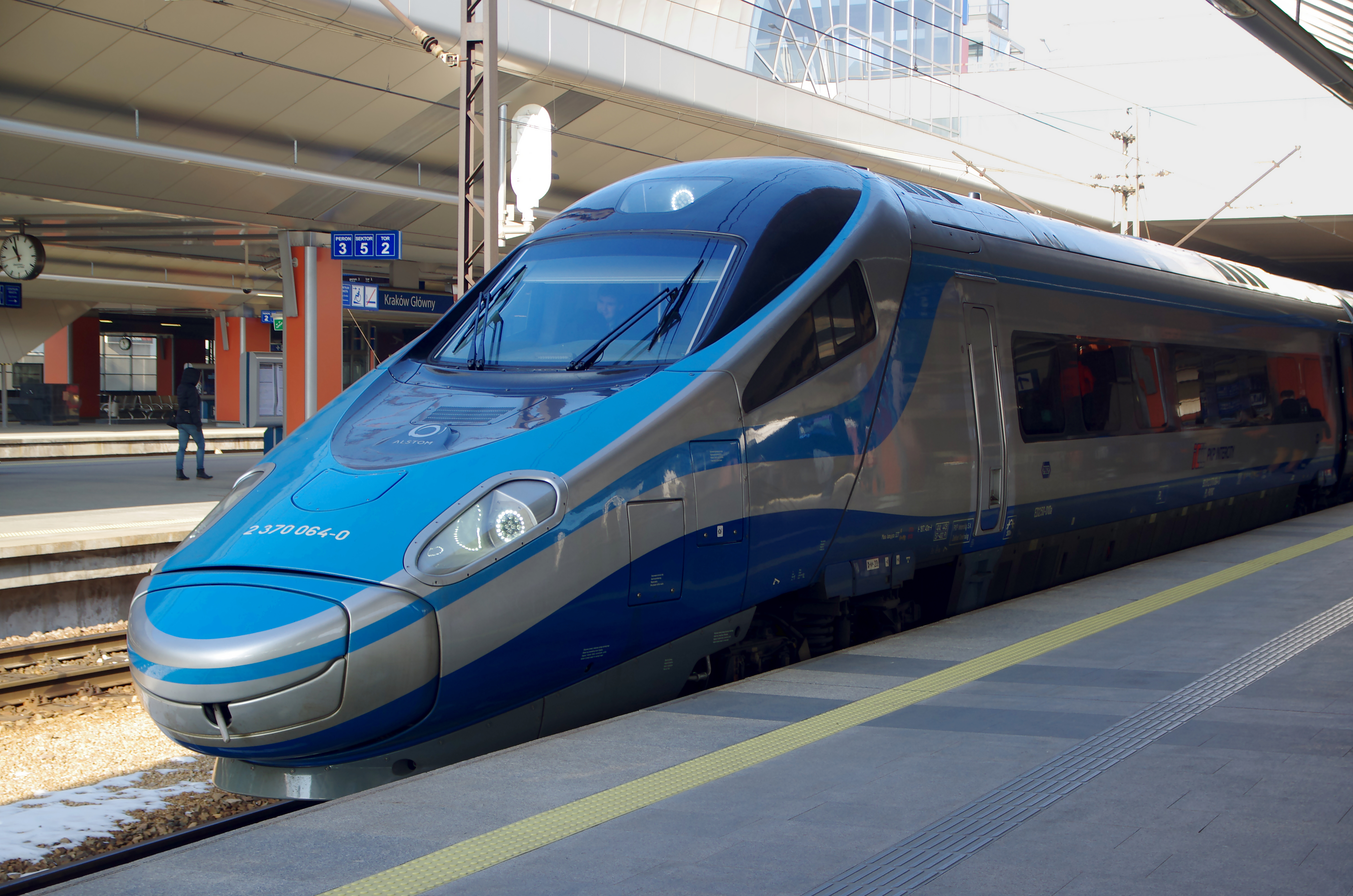
Pendolino PKP Intercity
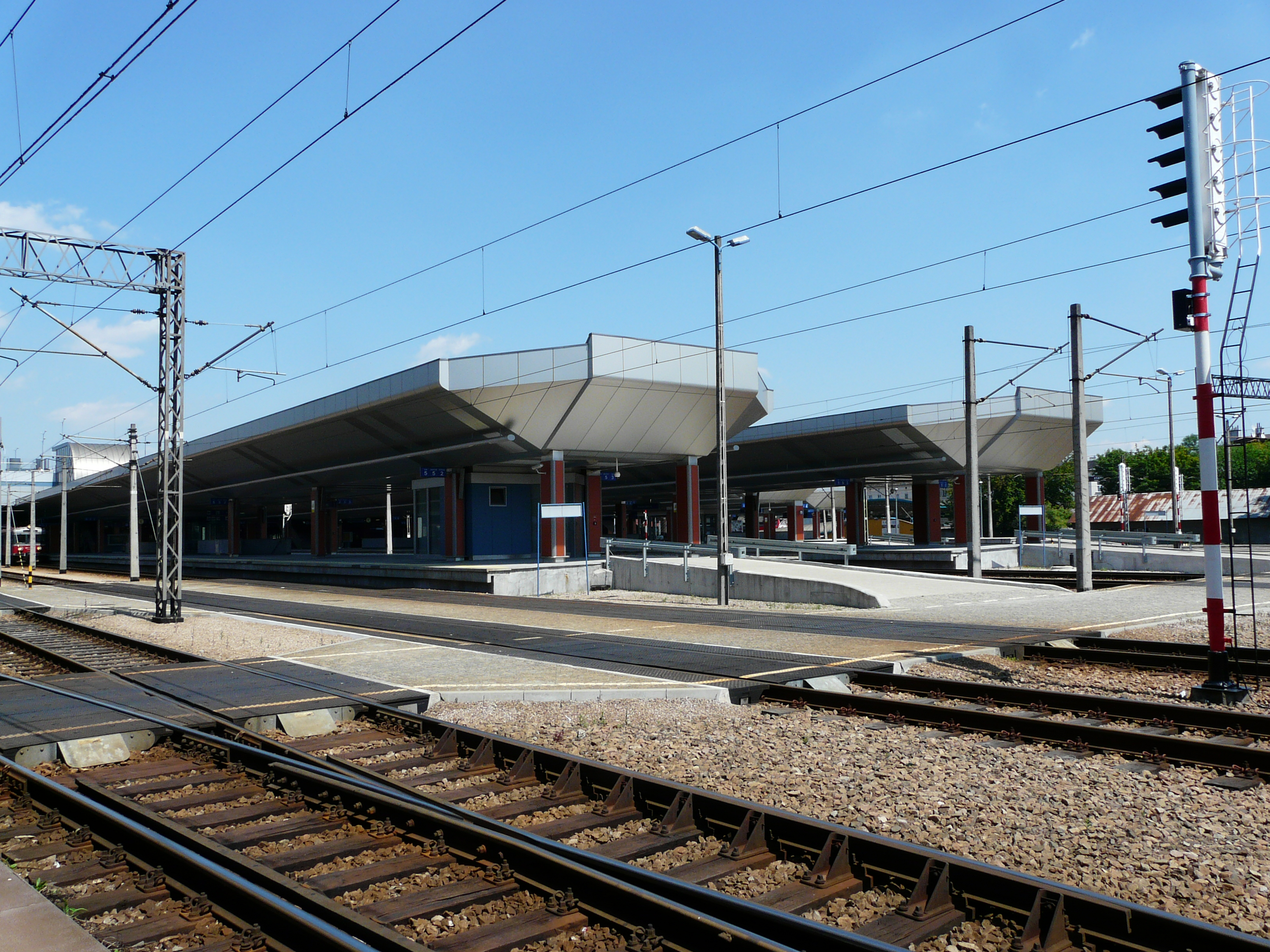
Banchina dell'isola della stazione
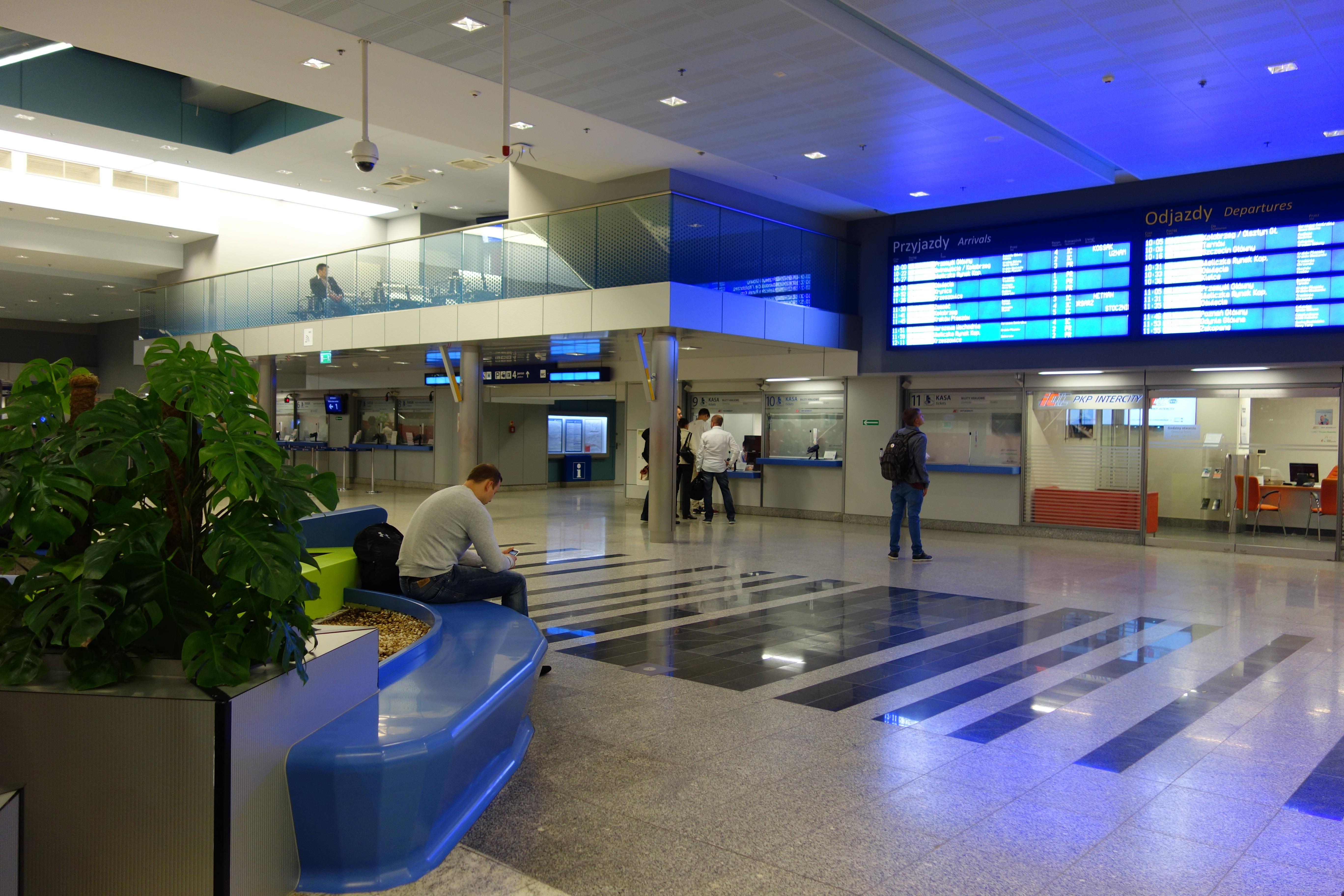
L'interno dell'area Partenze
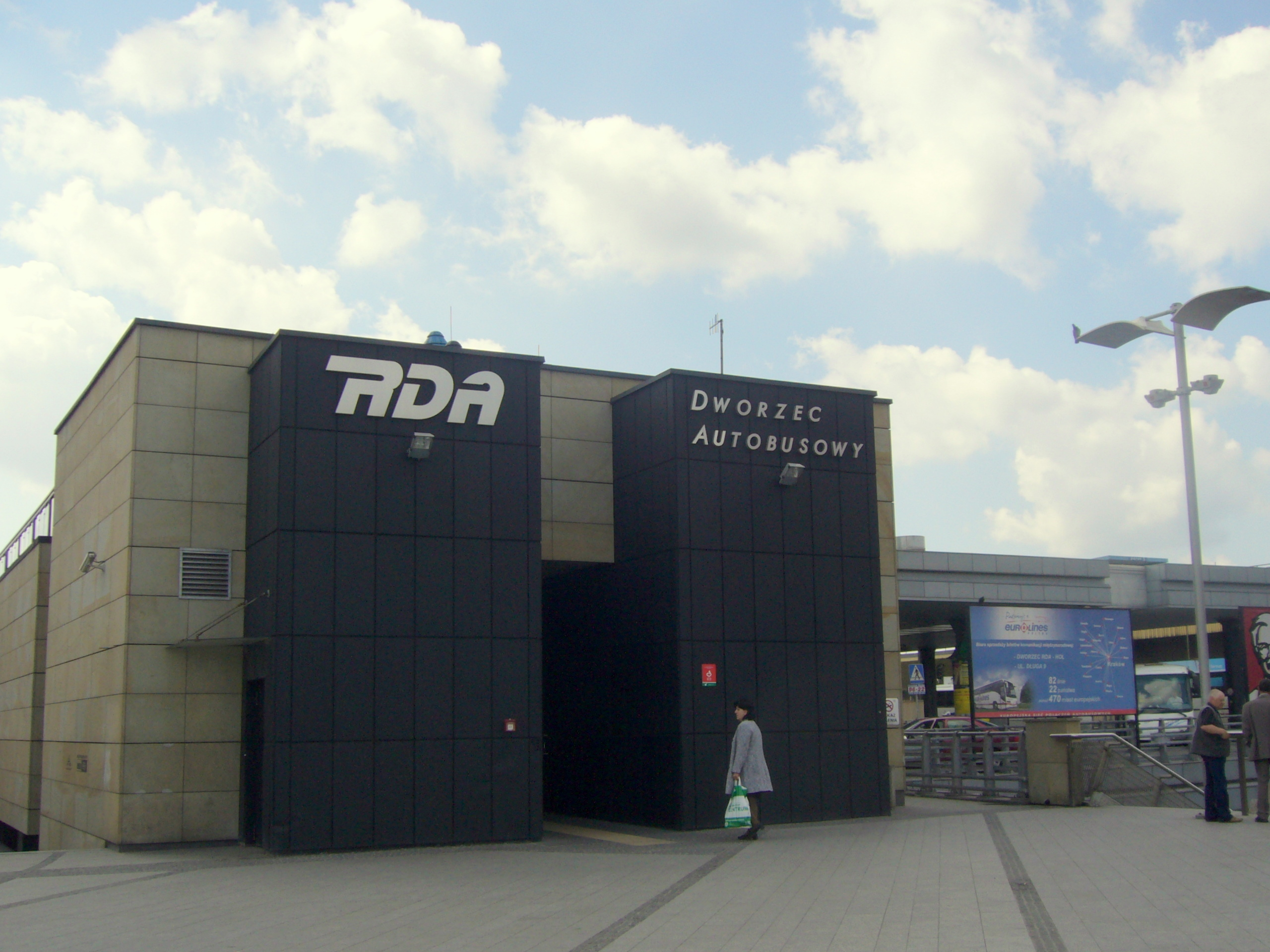
Stazione degli autobus a lunga percorrenza